# 毛利高標
毛利 高標（もうり たかすえ）は、江戸時代中期から後期にかけての大名。通称は彦三郎。豊後国佐伯藩の第8代藩主。従五位下・和泉守、伊勢守。字は培松。霞山、寛竜の号を用いた。

## 略歴
7代藩主・毛利高丘の次男として江戸にて誕生。
宝暦10年（1760年）8月9日、父の死去により家督を継いで藩主となった。安永元年（1772年）12月、従五位下和泉守に叙任される。宝暦14年（1764年）1月に城下にて大火事が発生し、さらにその後も天災が相次いで藩財政は破綻寸前となった。このため高標は、財政再建を主とした藩政改革に乗り出し、厳しい倹約令や知行200石以上の者の半減、藩札の発行や、藩校・四教堂の開設による文武奨励などを行なった。特に高標の文武奨励政策は、天明元年（1781年）に佐伯文庫が開設されて画書数が8万冊、その他にも漢籍、医学書、仏書、史書、蘭学書などが集まるなど、大いなる治績を残している。池田定常・市橋長昭と共に寛政期における好学の三大名と称された。
享和元年（1801年）8月7日、死去、享年47。跡を長男・高誠が継いだ。法号は寛竜院。

## 系譜
父母
- 毛利高丘（父）
- 鳥居忠瞭の娘（母）

正室
- 加藤泰衑の娘

側室
- 田中氏

子女
- 毛利高誠（長男）生母は田中氏（側室）
- 小笠原政雍（次男）
- 織田長裕室